# Server (Schiff)
Die Server war ein Massengutfrachter.
Das Schiff wurde auf der Werft Kanda in Kawajiri gebaut und kam als Sanko Condesa in Fahrt.
Am 12. Januar 2007 lief das Schiff auf dem Weg nach Murmansk vor Fedje in Norwegen während eines Sturmes auf einen Felsen und zerbrach. Die aus 25 Mann bestehende Besatzung konnte gerettet werden. Das Schiff verlor von 650 Tonnen Öl an Bord 300 Tonnen. Während das Heck versank, konnte der Rest des Schiffes in den Hafen von Sotra geschleppt werden. Es wurde ab April 2008 in Esbjerg verschrottet.